# Гучијеви
Гучијеви (енгл. House of Gucci) амерички је биографско-криминалистички филм из 2021. године, редитеља Ридлија Скота, темељен на књизи The House of Gucci: A Sensational Story of Murder, Madness, Glamour, and Greed (срп. Гучијеви: Сензационална прича о убиству, лудилу, гламуру и похлепи) из 2001. године, књижевнице Саре Геј Форден. Филм прати Патрицију Ређани (Лејди Гага) и Мауриција Гучија (Адам Драјвер), док се њихова љубав претвара у борбу за контролу над италијанским модним брендом, Gucci. У филму такође глуме Џаред Лето, Џереми Ајронс, Салма Хајек и Ал Пачино.
Скот је желео да сними филм о династији Гучи након што је стекао права на књигу Форденове почетком 2000-их. Пројекат је трајао неколико година, а разматрани су бројни редитељи и глумци о којима се причало, пре него што су Скот и Гага званично прикључени у новембру 2019. Већи део преостале глумачке екипе придружио се следећег лета, а снимање је почело у Италији и трајало је од фебруара до маја 2021. године.
Премијера филма одржана је 9. новембра 2021. године у Одеон лукс Лествер скверу у Лондону. Филм је објављен 24. новембра 2021. године у биоскопима Сједињеним Државама, дистрибутера United Artists Releasing-а, и 25. новембра 2021. године у биоскопима Србији, дистрибутера Taramount Film-а. Добио је помешане критике критичара, који су похвалили глуму и техничке аспекте филма, али су критиковали сценарио и недоследан тон.

## Радња
Филм је смештен у 1995. годину и приказује догађаје пре, током и после убиства Мауриција Гучија, италијанског бизнисмена и шефа модне куће Gucci, од стране његове бивше супруге Патриције Ређани.

## Улоге
- Лејди Гага као Патриција Ређани
- Адам Драјвер као Маурицио Гучи
- Џаред Лето као Паоло Гучи
- Џереми Ајронс као Родолфо Гучи
- Салма Хајек као Ђузепина „Пина” Ауријема
- Ал Пачино као Алдо Гучи
- Џек Хјустон као Доменико де Соле
- Рив Карни као Том Форд
- Камиј Котен као Паола Франчи
- Мадалина Генеа као Софија Лорен
- Мехди Небу као Саид
- Милу Мурад Бенамара као Омар

## Продукција
У јуну 2006. године, Ридли Скот требало је да режира филм о пропасти династије Гучи, а сценарио је написала Андреа Берлов, упркос томе што је породица одбацила пројекат, а причало се да ће Анџелина Џоли и Леонардо Дикаприо играти Патрицију Ређани и Мауриција Гучија. У фебруару 2012, Скотова ћерка, Џордан Скот, заменила га је на месту редитеља и разговарала је са Пенелопе Круз о улози Ређанијеве. У новембру 2016. године, Вонг Карвај је преузео режију филма од Џордан Скот, а Чарлс Рандолф је писао заједно са Берловом и Марго Роби се сада сматра да игра Ређанијеву. У новембру 2019. године, Ридли Скот је поново постављен за режију филма, сценарио је написао Роберто Бентивења, а Лејди Гага за главну улогу. Према речима извршног директора Gucci-ја, Марка Бицарија, модна кућа је сарађивала са продукцијом и омогућила им потпуни приступ њиховој архиви за гардеробу и реквизите.
У новембру 2019. године, објављено је да ће Гага играти Ређанијеву. У априлу 2020. године, Metro-Goldwyn-Mayer је стекao права на филм. До августа су Адам Драјвер, Џаред Лето, Ал Пачино, Роберт де Ниро, Џек Хјустон и Рив Карни ушли у преговоре о придруживању глумцима. Драјвер, Лето, Пачино и де Ниро потврђени су до октобра. Хјустон и Карни су потврђени у децембру заједно са Џеремијем Ајронсом, док је де Ниро напустио филм. Даријуш Волски је истог месеца најавио своје ангажовање као кинематограф. У јануару 2021. године, глумцима Камиј Котен придружила се глумачкој екипи. У марту су у екипу додани Мадалина Генеа, Мехди Небу и Милу Мурад Бенамара, заједно са Салмом Хајек, која је удата за садашњег шефа Gucci-ја, Франсоа-Анрија Пиноа.
У августу 2020. године, Deadline Hollywood је известио да се очекује да ће снимање почети када Скот заврши продукцију филма Последњи двобој (2021). Дана 3. фебруара 2021. године, у интервјуу за Variety, Лето је рекао да је филм још увек у фази предпродукције и да ће наредних недеља почети да га снимају у Италији. Снимање је почело у Риму крајем фебруара. Неколико сцена снимљено је почетком марта у градовима Гресоне Сен Жан и Гресоне Ла Трините, тачније у италијанским Алпима у долини Аосте, који су коришћени за поновно стварање туристичког комплекса Санкт Мориц у Швајцарској. Снимање се такође одвијало и на другим локацијама у земљи, попут Фиренце, језера Комо и Милана. Крајем марта вратили су се у Рим да снимају сцене у Вија Кондоти. Снимање је завршено 8. маја.
У разговору за The Wall Street Journal, Гага је објаснила да је узела у обзир како њен дугогодишњи пријатељ Тони Бенет „осећа да су Италијани представљени у филму у смислу криминала”, и да је тежила да „од Патриције направи праву особу, а не карикатуру.” Да би то постигла, проучавала је Ређанијеву вокалну каденцу и став. Она је објаснила: „Осећала сам да је најбољи начин да одам почаст Маурицију и Италијанима био да мој наступ буде аутентичан, из перспективе жене. Не америчке Италијанке, већ Италијанке.”

## Објављивање
Филм је објављен 24. новембра 2021. у Сједињеним Државама и 26. новембра у Уједињеном Краљевству. Након објављивања у биоскопима, филм је постао доступан и за стримовање на Paramount+-у.
Филм је објављен 25. новембра 2021. године у Србији.

## Одговори Ређанијеве и породице Гучи

### Одговор Патриције Ређани
У јануару 2021. године, током интервјуа за италијански часопис Novella 2000, Патриција Ређани је поздравила то што ће је глумити Гага и прокоментарисала је да јој се Гага „неизмерно” свиђа, рекавши „Гага је геније”. Међутим, у марту је Ређанијева дала интервју агенцији Agenzia Nazionale Stampa Associata (ANSA) у ком је изјавила да је „изнервирана” што Гага није с њом контактирала да би се с њом упознала и устврдила да „није ствар у новцу. Ја од филма нећу добити ни динар. Ствар је у разумности и поштовању”. Касније тог месеца, потврђено је да продуценти нису желели да се Гага с њом упозна јер „нису желели да испадне да тај ужасан злочин поздрављају”, рекавши да је Гага погледала много снимака и документарних филмова и читала књиге о њеном животу.

### Одговор породице Гучи
Патриција Гучи, сестра од стрица Мауриција Гучија, рекла је за Associated Press, у име породице Гучи, да су их редитељ и продуценти филма „веома разочарали”. „Они краду идентитет једне породице ради профита, да би обогатили холивудску касу”. Додала је: „Наша породица има идентитет, приватност. Можемо причати о свему, али постоји црвена линија”. Према Гучијевој, породици се не свиђају три ствари: нетачности, недостатак контакта са Ридлијем Скотом, и ангажовање познатих глумаца за улоге оних који нису повезани са убиством. Рекла је и то да ће породица Гучи одлучити шта ће бити њихов следећи корак након што филм погледају.